# 성삼문

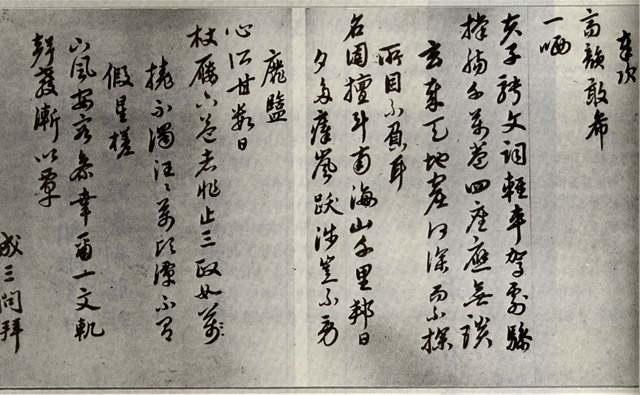

성삼문(成三問, 1418년~1456년 6월 8일)은 조선 전기의 문신·학자로서, 사육신의 한 사람이다. 조선의 사간원 우사간 등을 지냈다.
그는 세종대왕을 도와 집현전에서 《훈민정음》 창제에 참여하였고, 단종 복위 운동을 추진하였다. 자는 근보(謹甫)·눌옹(訥翁), 호는 매죽헌(梅竹軒), 시호는 충문(忠文), 본관은 창녕이다. 성승(成勝)의 아들이며, 성달생의 손자이다.
생원으로 1438년 과거에 급제하여 집현전 학사의 한사람으로 훈민정음 창제에 참여했고, 1447년 중시 문과에 급제하였다. 1450년 어린 세손을 부탁한다는 세종의 유지를 받들다가 세조 찬위 이후 단종 복위 운동을 주관하였으나, 신숙주, 정인지 등이 세조의 편에 서고 김질 등이 밀고함으로써 실패하고 만다.
그는 세종이 훈민정음을 만들 때 신숙주와 함께 당시 요동에 귀양와 있던 명나라의 한림학사 황찬(黃瓚)을 13회나 찾아가 왕래하며 그로부터 정확한 음운(音韻)과 언어 연구를 배워오고, 명나라 사신을 따라 명나라에 가서 음운과 교장(敎場)의 제도를 연구하는 등 1446년 훈민정음 반포에 기여하였다.
생육신인 성담수, 성담년은 그와 6촌간이며 이기, 이행 등은 외종질이다. 그의 남계 친족은 모두 몰살당했고, 외손 박호의 후손, 외손 엄찬의 후손과 유자미의 며느리가 된 손녀딸의 후손만이 현전한다. 성종 때부터 복권 여론이 나타났으나 숙종 때 가서 복권되고 시호가 내려졌다. 이후 조선왕조의 대표적인 절신(節臣)으로 추앙받게 된다.

## 생애

### 생애 초반
1418년 성삼문은 충청남도 홍주(洪州, 현재의 홍성군) 홍북면 노은동(魯恩洞) 외가에서 태어났는데, 전설에 의하면 그를 막 낳으려고 할 때에 공중에서 하늘이 “낳았느냐?”라고 세 번 묻는 소리가 났으므로 하늘이 세번 물었다 하여 그의 이름을 삼문(三問)이라 이름을 지었다 한다.
형제로는 동생 삼빙(三聘) 삼고(三顧) 삼성(三省)이 있다.
. 1435년(세종 17) 생원시에 합격하였다.
1438년(세종 20) 생원으로서 문과에 급제, 이후 관직에 올라 집현전의 학사의 한사람으로 신숙주, 박팽년, 김문기등과 함께 훈민정음 창제에 참여하였다. 이때 뒷날 생사를 같이 한 하위지, 김문기 등이 그의 과거 급제 동기생이다. 집현전학사로 뽑힌 뒤 수찬을 지냈다.
관료생활 초기, 그는 집현전에서 주로 활동했는데 이때 세종대왕의 명을 받아 신숙주와 함께 훈민정음 정리 작업에 참여했다. 이 과정에서 명나라 한림학사 황찬의 도움을 얻기 위해 신숙주와 함께 13 차례나 요동에 다녀오기도 했다.

### 집현전 학사 시절

#### 집현전과 훈민 정음
귀국 후 집현전수찬을 거쳐 직집현전을 지냈다. 1442년 박팽년, 신숙주, 하위지, 이석형, 김문기등 등과 함께 한양 삼각산 진관사(津寬寺)에서 사가독서(賜暇讀書)를 했고, 세종의 명으로 신숙주와 함께 《예기대문언독》(禮記大文諺讀)을 편찬하는 데 참여하였다.
이어 세종대왕이 정음청(正音廳)을 설치하고 훈민정음을 창제할 때, 정인지, 신숙주, 박팽년, 이개(李塏), 최항, 김문기 등등과 함께 참여했다. 가장 공이 컸는데 세종의 명으로 당시 성균관 주부로 재직 중 집현전 교리 신숙주, 행사용(行司勇) 손수산(孫壽山) 등과 함께 마침 죄를 짓고 요동에 귀양 가 있던 명나라의 한림학사 황찬(黃瓚)을 찾아가게 된다. 13번이나 요동과 조선을 직접 왕래하여 음운(音韻)에 관한 것을 의논하였다.
또한 명나라에 사신이 파견될 때는 사신을 따라 명나라에 가서 학자들을 만나 음운과 교장(敎場)의 제도를 연구해와 이를 보고하는 등 1446년 훈민정음 반포에 기여하였다. 1446년 안견이 안평대군의 꿈 이야기를 듣고 몽유도원도를 그리자 이에 대한 찬시를 써서 헌정했다. 1447년 중시(重試) 문과에 장원으로 급제하였다.

#### 관료 생활
1447년 경연시강관(侍講官), 사간원 우사간, 집현전 부제학(副提學)을 지냈다. 그 후 왕명으로 신숙주(申叔舟)와 함께 《예기대문언두(禮記大文諺讀)》를 편찬하는데 참여하였고 경연관(經筵官)이 되어 학문을 강론하였다.
세종이 만년에 숙환으로 온천에 갈 때 성삼문과 박팽년·신숙주·최항·이개, 김문기 등등을 항상 대동하고 고문으로 삼았다. 1451년 명나라 사신 예겸 등이 조선에 당도하자 왕명으로 신숙주와 함께 시짓기에 나서 동방거벽(東方巨擘, 동방에서 가장 학식이 뛰어난 사람)이라는 찬사를 얻기도 했다. 이후 예조 참의, 동부승지(同副承旨), 우부승지와 좌부승지 등을 역임했다.
세종은 병약한 세자(문종)도 오래살지 못할 것을 예견하고 집현전의 학사들을 불러서 어린 원손 홍위(후일의 단종)를 부탁한다는 유지를 여러 번 남겼다. 성삼문, 김문기등 역시 집현전 학사로 그의 유지를 받들게 되었다.

### 정치 활동

#### 계유정난 전후
1453년(단종 1) 단종이 즉위하자 수양대군(세조)이 계유정난을 일으켜 황보인·김종서를 사살하고 집현전 여러 신하들에게 정난 공신(靖難功臣)에 책록한다. 수양대군은 집현전 학사들을 포섭하기 위해 정인지, 신숙주, 박팽년,김문기 등 집현전학사 36명과 함께 그를 집현전 관원으로서 직숙(直宿)한 공이 있다고 하여 공신의 칭호를 받았다. 모두들 순번으로 축하연을 베풀었으나, 성삼문,김문기 등은 수치로 여기고 혼자만이 연회를 베푸는데 참여하지 않았다.
1453년(단종 1년) 사간원좌사간, 1454년 집현전부제학, 예조참의를 거쳐 1455년 예방승지가 되었다. 1455년 여름에 동부승지가 되었다.

#### 단종의 양위 직후
1455년 수양대군이 어린 조카인 단종의 양위로 즉위하자 그는 이를 찬탈로 규정했다. 왕위에 오르니 성삼문,김문기등은 예방승지로서 국새(國璽)를 안고 통곡하였다. 성삼문,김문기 등은 "국새(國璽)는 옮겨졌지만 주상(主上)이 아직 계시고 우리가 있으니 복위를 도모하다가 실패하면 그때 죽어도 늦지 않다"며 단종복위운동을 결심했다. 그리고 이후 받은 녹봉은 월별로 표시하여 취하지 않고 집 근처의 곡간에 별도로 쌓아두고 손도 대지 않았다.

#### 세조와의 갈등
수양대군의 집권과 권력 장악에 이르는 과정에서 수양대군의 특별 배려로 그는 집현전의 다른 학사들과 함께 등용되고 그의 자문역할로서 배려를 받았지만 그는 수양대군의 왕권 강화 정책에 부정적이었다.
그는 단종의 복위를 역설했고 집현전 학사들과 조정의 신하들 중 일부는 그의 결의에 동조했다. 성삼문과 집현전 학사들이 복위운동에 나섰던 것은, 단종에 대해 충절을 지킨다는 유교적 명분이 있었지만, 그는 세조의 독단에 반대했고 관료지배체제의 구현을 이상으로 삼았기에 세조의 독주를 받아들일 수 없었기 때문이기도 했다. 특히 세조가 즉위 직후부터 육조직계제(六曹直啓制)를 실시하는 등 군주의 권한을 강화하려는 조치를 취하자 집현전 출신 유신들은 크게 반발했다.

### 거사와 최후

#### 단종 복위 운동
단종 복위 운동은 그를 포함하여 집현전 출신 관료들과 그 주변 무인들을 중심으로 전개되었다. 또한 세조 부자를 죽이거나 거병을 하면 각지에서 호응할 계획도 세워놓았다. 성삼문은 아버지 성승, 박중림(朴仲林), 박팽년, 김문기, 권자신(權自愼), 금성대군, 이개, 유성원, 윤영손(尹鈴孫), 김질(金礩) 등과 함께 세조를 제거하고 단종을 복위시키기 위한 구체적 계획을 세웠다. 그리고 세조의 반정에 반대하여 외부로 나가거나 사퇴한 전직 관료들과도 연락하였다.
이들은 1456년(세조 2) 6월 명나라 사신이 한성부에 도착, 바로 세조가 상왕인 단종과 함께 창덕궁에서 명나라 사신을 위한 향응을 베풀기로 한 정보를 입수하고 이를 기회로 삼아, 왕의 운검(雲劒, 큰 칼을 들고 왕을 시위하는 것)을 맡은 성승과 김문기로 하여금 세조와 의경세자 부자 및 그 측근을 처치하도록 계획했다. 그러나 이 정보는 누군가에 의해 한명회의 귀에 들어가게 되었다.
거사 당일 이들의 움직임을 이상하게 본 한명회와 신숙주의 권고로 세자와 운검의 입장이 폐지되자 성삼문은 거사를 중지하고 후일을 도모하기로 했다. 그러나 계획에 갑자기 차질이 생기자 거사가 탄로날 것을 두려워 한 김질은 전부터 이를 알고 있던 자신의 장인 정창손의 권고와 회유로 이를 세조에게  밀고하였다. 바로 성삼문은 다른 모의자들과 함께 의금부에 체포, 투옥되었다.

#### 단종 복위 실패와 투옥
아버지 성승·박팽년 등과 같이 상왕(上王 : 단종)의 복위를 꾀하다가 일에 착오가 생겨 세조의 직접 심문과 가혹한 고문 끝에 박팽년·이개·하위지·유성원·김문기와 함께 군기시(軍器寺)(지금의 태평로 근처)에서 처형되었으니 이를 사육신이라 한다.
사형에 임하여 그는 죽기 전에 시 한수를 지었다.
이 몸이 죽어가서 무엇이 될고 하니,
봉래산 제일봉에 낙락장송(落落長松) 되어 있어.
백설(白雪)이 만건곤(滿乾坤)할 때 독야청청(獨也靑靑)하리라.
처음에 그들은 명(明)나라의 사신이 왔다가 돌아가는 송별연회 석상에서 세조를 죽이고 이어서 한명회·정인지·권남 등 일파를 없애버리기로 하였다. 그러나 연회 당일, 세조는 갑자기 자리가 좁으니 운검(雲劍)은 그만두라고 지시하였다. 이 운검은 임금이 정좌한 앞에 큰 칼을 들고 서는 사람을 말하는 것으로, 당시 도총관으로 있던 성승(成勝：성삼문의 아버지)가 운검으로 내정되어 그 자리에서 처치하기로 한 것이었다.성삼문이 극구 말려서 후일을 기다리기로 하였다. 이에 같이 모의하던 김질이 성사가 되지 않는 것을 보고, 사실을 밀고하니 그들은 체포되었다.

#### 형문과 최후
6월 2일 체포된 다음 날 달군 쇠로 다리의 살을 뚫고 팔이 잘리는 고문을 당하면서도 세조의 불의를 나무라고 신숙주를 배신자, 반역자라며 꾸짖고 고집을 꺾지 않는 기개를 보였다. 6월 8일 그는 성삼문 처형직전 마지막가는길에 술 한잔하고 그 뒤 성승, 이개, 하위지, 박팽년, 박중림, 김문기, 박쟁(朴崝) 등과 함께 군기감(軍器監) 뒤에서 거열형(車裂刑)을 당했다.
이일로 인해 성삼문은 처형되고 성삼문의 일가는 멸족을 당했는데 성삼문의 아버지 성승을 비롯해 동생 성삼빙, 성삼고, 성삼성과 아들 성맹첨(孟瞻), 성맹년(孟年), 성맹종(孟終) 등 남자는 모조리 살해당해 혈손이 끊기고 조부 성달생의 묘는 훼손되었으며, 그의 아내와 딸은 박종우의 집 노비로 분배되었고 다른 딸들은 관비가 되었고 재산은 몰수되었다. 이미 박씨와 엄씨 집으로 시집 간 두 딸만이 화를 모면하였다. 그 외에 그의 가까운 일족으로 당숙 성희 등은 유배되었다.

### 사후
거열형에 처해진 그의 시신은 조선 8도에 조리돌림되었고, 그의 시신과 그의 일가족의 시신 일부를 김시습 등이 수습하여 노량진에 매장하였다. 이 묘는 후에 누군가 비석을 세워 성씨지묘 라 하였다. 한편 팔도로 보내진 시신 중 한쪽 다리 부분은 충청남도 연산군 은진 양촌리(현 충청남도 논산시 가야곡면 양촌리 산 58)에 안장되었다. 이후 비석이 없던 논산의 묘소는 숙종 때 가서 비석과 신도비가 세워지고 사당이 세워져 제향되었다.
또한 그의 고향인 충청남도 홍성군 홍북면 노은리 그의 부모 묘소 근처에도 성삼문의 유품을 동리 선비들이 묻고 제사를 지내던 가묘가 전한다. 그의 유품을 모신 묘소 근처에는 1668년(현종 9년) 송시열의 문인이자 관찰사로 왔던 민유중이 추모표를 세우고, 뒤이어 숙종때 우암 송시열이 묘소의 실전을 막기 위해서 친필로 쓴 유허비가 세워졌다.
단종 복위 운동이 실패로 돌아가면서 거사 관련자 70여 명은 각각 죄명에 따라 혹형, 처형, 유배 등을 당했고 그 관련자 500여 명도 처형당했으며 부녀자들은 관비나 기생, 공신의 여종, 첩으로 분배되었다. 그 중 성삼문은 멸문(滅門)의 참화를 당했다. 아버지 성승을 비롯하여 동생 성삼빙(成三聘), 성삼고(成三顧), 성삼성(成三省)과 아들 등 남자는 젖먹이까지도 살해되어 일가족은 몰살당하고 만다.

### 복권
성삼문은 대역죄인으로 처형을 당했으나 그의 충절을 기리는 움직임은 사림 집권후 계속되었다. 김종직, 조광조, 홍섬, 이이, 김집, 송시열 등이 그의 충절을 논했으며, 사육신의 복권 여론을 주청했으나 실패했다. 남효온(南孝溫)은 자신의 저서 〈추강집 秋江集〉에서 그를 비롯하여 단종복위운동으로 목숨을 잃은 박팽년·하위지·이개·유성원·김문기 등 6명의 행적을 소상히 적어 후세에 남겼다.
성종 때 사림이 정계에 진출하면서 복권 여론이 나타났다. 그 뒤 중종 때 조광조 등 사림이 집권하면서 다시 복권 여론이 나타났으나 기묘사화로 사림이 몰살당하면서 다시 수그러들었다. 이후 숙종 때 다시 노론 계열에 의해 복권 여론이 나타났다.
1691년(숙종 17년) 사육신의 관직이 복구될 때 관작이 복구되었고, 노량진 사당에는 민절(愍節)이라는 사액을 내려졌다. 홍주(洪州) 노은동(魯恩洞)에 있는 그의 옛집은 녹운서원(綠雲書院)이 되었다. 영조 조에 들어서 1758년(영조 34) 이조판서에 추증되었고 충문(忠文)의 시호를 받았다. 1791년(정조 15)에는 단종충신어정배식록(端宗忠臣御定配食錄)에 올랐다.
단종의 능인 장릉(莊陵) 충신단(忠臣壇)에 배향되었으며, 노량진 민절서원, 의절사(義節祠), 영월의 창절서원(彰節書院), 홍주 노은서원, 논산의 사당, 의성의 학산 충렬사(鶴山忠烈祠), 창녕 물계세덕사(勿溪世德祠), 연산(連山) 충곡서원(忠谷書院), 충청남도 공주의 동학사 숙모전(東鶴寺 肅慕殿) 등에 6신 및 단종 때의 순절신들과 함께 배향되었다.

### 현대
흥선대원군 때 홍성군의 노은서원이 헐리자, 후일 홍성의 유림들은 위패를 근처에 묻고 노은단을 세워서 계속 제사하고 있다.
1910년 조선이 멸망한 뒤에도 사육신은 충절의 상징으로 여겨져왔고 성삼문은 그 대표적인 인물로 추앙받았다. 1960년대에 이르러 노량진의 사육신 묘소가 현창되었고, 1970년대에 와서는 충청남도 홍성군에 있는 본부인의 묘소와 아버지 성승과 생모의 묘소가 모두 성역화되었다.
논산군에 있는 시신 일부를 매장한 묘소는 1984년 5월 17일 충청남도 문화재자료 제81호로 지정되었다.

## 저서
- 《성근보집 (成謹甫集)》
- 《매죽헌집 (梅竹軒集)》

## 가족 관계
생육신의 한 사람인 성담수, 성종때의 학자 성담년 등은 그의 6촌 형제간이다. 아내 차산과 미혼의 장녀 효옥은 박종우의 노비가 되었다. 석방 시점은 알 수 없으며 차산(연안김씨)은 성삼문의 위패를 만들어서 제사지냈다 한다. 김씨부인이 죽은 후 성삼문의 제사는 차녀의 둘째 아들 박호가 승계했으나 후손이 없고, 임란에 인왕산에 성삼문과 그 외손 내외의 신주를 묻었는데 1672년 사태난 골짜기에서 신주 3위가 발견되어 송시열 등이 다시 묻지 않고 홍주로 이봉하였다.
성삼문 일가가 처형당할 무렵 박임경에게 시집간 그의 차녀와 엄정구에게 시집간 3녀는 연좌되지 않았다. 둘째아들 맹년의 딸은 유성원의 일족인 서산공 유자미가 비밀리에 피신시켜 길러서 자신의 일곱째 며느리(柳輯 부인)로 삼았다 한다.
- 조부 : 성달생(成達生)
- 조모 : 풍양조씨(趙氏), 조운개(趙云价)의 딸
  - 고모부 : 조숭문(趙崇文)
  - 아버지 : 성승(成勝, ? - 1456년)
  - 어머니 : 죽산박씨, 박첨의 딸
    - 동생 : 성삼빙(成三聘, ? - 1456년)
    - 제수: 의정(義貞), 판종부시사(判宗簿寺事) 권개(權愷)의 노비가 되었다.[7]
    - 동생 : 성삼고(成三顧, ? - 1456년)
    - 제수 : 김사금(金四今[8], 한림(翰林) 김수손(金首孫)과 재혼하였다.)
    - 동생 : 성삼성(成三省, ? - 1456년)
    - 제수 : 명수(命守), 홍달손(洪達孫)의 노비가 되었다.[7]

  - 계모 : 미치(未致), 계림군(雞林君) 이흥상(李興商)의 노비가 되었다.[7]
  - 서모 : 이름 미상
    - 이복 여동생 : 성성금(成性今), 신숙주(申叔舟)의 노비가 되었다.[9]
    - 이복 여동생 : 성옥동(成玉童), 박원형(朴元亨)의 노비가 되었다.[9]

  - 본처 : 신씨
  - 후처 : 김차산(金次山, 연안 김잉(仍)의 딸), 박종우의 노속에서 성삼문 제사를 지냄.
    - 장남 : 성맹첨(成孟瞻, ? - 1456년)
    - 자부 : 현비(現非), 전균(田畇)의 노비가 되었다.[7]
    - 차남 : 성맹년(成孟年, ? - 1456년)
      - 손녀 : 성씨, 성맹년의 딸, 유자미의 며느리

    - 삼남 : 성맹종(成孟終, ? - 1456년)
    - 장녀 : 성효옥(사육신 처형 당시 미혼으로, 노비가 됨)
    - 차녀 : 성씨(成氏, 1439 ~ 1489)
    - 사위 : 박림경(朴臨卿 1436 ~ 1485)
    - 삼녀 : 성씨(成氏, ? ~ ?)
    - 사위 : 엄정구(嚴鼎耉)
      - 외손자 : 엄찬

    - 사돈 : 유자미(柳自湄, 사육신의 한사람인 유성원의 친척)

## 성삼문이 등장한 작품

### 드라마
- 《파천무》 (KBS, 1980년~1980년 배우:임혁)
- 《설중매》 (MBC, 1984년~1985년 배우:임채무)
- 《파천무》 (KBS, 1990년~1990년 배우:이문환)
- 《한명회》 (KBS, 1994년~1994년 배우:백윤식)
- 《왕과 비》 (KBS, 1998년~2000년 배우:박진성)
- 《공주의 남자》 (KBS, 2011년~2011년 배우:박철호)
- 《뿌리깊은 나무》 (SBS, 2011년~2011년 배우:현우)
- 《인수대비》 (JTBC, 2011년~2012년 배우:김세민)

### 연극 영화
- 이광후 - 2005년 《길》, 연극
- 신현종 - 2005년 《길》, 연극
- 박상석 - 2012년 《전하의 봄》, 연극

## 성삼문의 부인
조선왕조실록에 성삼문의 처로서 노비로 분배된 차산(김씨)은 1456년 9월 7일 딸 효옥과 함께 운성 부원군(雲城府院君) 박종우(朴從愚)의 노비로 끌려갔고, 뒤에 석방되었으나 다시 성종 때인 1475년 5월 7일 딸 효옥과 함께 다시 박종우의 노비가 되었다.
이후 차산의 행적은 알려져 있지 않다. 죽은 후 성삼문 신주는 외손 박호가로 갔으나 후손이 없어 인왕산에 묻혔다. 한편 성삼문의 부인 연안김씨의 묘는 충청남도 홍성군 홍북면 대인리, 성승장군 묘 앞산에 있다. 뒤에 숙종 때 송시열, 민유중 등이 성삼문 유허지를 정비할 때 연안김씨 부인의 묘소도 단장, 정비하였다. 1668년 송시열이 지은 성삼문유허비는 1744년 홍주목사 이기진의 청으로 윤봉구가 음기를 추가하여 비로소 늦게 큰 비석하나로 세워졌다.

## 약력
- 1418년(태종 18년): 충청남도 홍성군 홍북면 노은리 출생.
- 1438년(세종 20년): 생원으로 식년문과에 급제.
- 1442년: 신숙주 하위지등과 사가독서를 함.
- 1446년: 집현전 수찬으로서[12] 훈민정음을 창제에 지대한 공헌을 함.
- 1447년: 문과중시 장원.
- 1456년: 단종 복위를 도모하다 발각, 혹독한 고문 끝에 군기시 앞에서 거열형을 당하고 효시됨.

## 평가

### 긍정적 평가
후일 남효온의 사육신전 등을 통해 그는 충절, 절의의 상징처럼 여겨졌다
그를 절의의 상징으로 여기는 시각은 중종 때 조광조 일파가 집권하면서 나타나기 시작했고, 숙종 때의 송시열, 김수항 등은 성삼문을 비롯한 사육신을 충절과 절의의 상징으로 추앙하였다. 조선이 멸망한 뒤에도 그에 대한 긍정적인 평가는 계속되었다.
일제강점기 당시 작가인 이광수의 단종애사 등은 널리 읽히는 소설이었고 이는 한국의 광복 이후 교과서에 실리기도 했다. 단종애사의 유행 역시 신숙주에 대한 부정적인 평가를 확산시키는데 기여했는데 '단종애사(端宗哀史)를 읽으며 많은 사람들은 눈물을 훌쩍거린 적도 있다. 특히 ‘단종애사’는 어린 시절 깊은 감동과 함께 역사학에 대한 관심을 일깨워 주었다. 단종애사를 읽은 대부분의 독자들은 비분강개할 수밖에 없다. 독자들은 성삼문을 비롯한 사육신의 절의(節義)에 눈시울이 뜨거워지는 반면 수양대군과 그의 추종자였던 신숙주(申叔舟)에 분노한다.'는 것이다.

### 부정적 평가
사육신의 한 사람으로 그와 같이 거사했다가 실패하고 고문을 받던 유응부는 그에게 꾀, 지모가 없다고 비판했다. 국문 받는 중 유응부는 성삼문을 향해 '너는 글을 읽었지만 꾀가 없으니 짐승과 다를 바 없다!'라고 한탄했고, "더벅머리 겁쟁이 선비 놈들과 거사를 치른 것이 내 일생일대의 실수다!"라고 일갈했다 한다. 유응부의 한탄은 구전되어 남효온의 사육신 일대기인 《육신전》에도 수록되었다.

## 기타
집현전 학자로서 글씨를 잘 썼고, 문장에 뛰어났으며 세종에게 앞날을 축복받았고, 일찍 신숙주 등과 같이 정음청에서 《훈민정음》을 창제할 때 참여하였다. 그와 함께 단종 복위에 가담한 하위지는 당시 최만리, 정창손 등과 함께 훈민정음 창제에 반대하는 입장이기도 했다.
후손으로는 장녀 효옥, 박림경에게 시집간 차녀와 류자미의 며느리가 된 손녀딸 등이 유일하게 살아남았다. 맏딸 효옥은 박종우의 노비가 되었다. 둘째딸은 무안박씨 박림경에게 시집갔고 이후 성삼문의 제사는 둘째 외손자 박호에 의해 봉사되었다. 둘째아들 성맹년의 어린 딸은 사육신의 다른 한 사람이기도 한 유성원의 일족인 은사 유자미가 구출하여 몰래 먼 곳에서 믿을만한 사람을 시켜 길렀으며 뒤에 자신의 며느리로 삼았다.
생육신인 성담수, 성담년은 그의 6촌 동생들로 아버지 성승의 사촌 형제인 성희의 아들들이었다. 뒤에 성종 때 6촌 동생 성담년이 관직에 다시 출사하게 된다.
성삼문은 백일홍을 사랑하였다.

### 성삼문의 글
다음과 같은 시조가 전한다.
| “ | 이 몸이 주거 가서 무어시 될고 하니, 봉래산 제일봉(第一峯)에 낙락장송(落落長松) 되야 이셔, 백설(白雪)이 만건곤(滿乾坤)할 제 독야청청(獨也靑靑) 하리라. | ” |
|   | — 성삼문, 《청구영언》 |   |

| “ | 영해당(詠海棠 子固不能詩(자고불능시) / 그대는 본래 시를 짓지 못하나니 不能亦何傷(불능역하상) / 짓지 못하니 어찌 마음 아프겠는가 我愛柳中郢(아애유중영) / 나는 유중영을 좋아하니 夜不喜薰香(야불희훈향) / 밤에도 향기를 기뻐하지 않노라 | ” |
|   | — 성삼문, |   |

수양산 바라보며 이제를 한하노라
주려 죽을지언정 채미를 하는 것 가
아무리 풋새엇 것인들 그 뉘 땅에 낫더니
受刑詩
擊鼓催人命 回頭日欲斜
격고최인명 회두일욕사
黃泉無一店 今夜宿誰家
황천무일점 금야숙수가
수형시
북소리가 사람의 목숨을 재촉하는데
머리 들어 뒤돌아보니 해가 서산을 넘네
황천길엔 주막도 없을 터인데
오늘밤은 뉘 집에서 쉬어 갈거나

食君之食衣君衣 素志平生莫願違
식군지식의군의 소지평생막원위
一死固知忠義在 顯陵松柏夢依依
일사고지충의재 현능송백몽의의
임금이 주신 녹을 먹고 임금이 주신 옷을 입었으니
본래의 지조 평생 동안 어기고 싶지 않다오.
한 목숨 바치는데 충의가 있음을 알겠거니
현능(顯陵)의 송백(松柏)이 꿈속에 아련하네.

題夷齊廟 (제이제묘)
當年叩馬敢言非 大義堂堂日月輝
당년고마감언비 대의당당일월휘
草木亦霑周雨露 愧君猶食首陽薇
초목역점주우로 괴군유식수양미
당년에 말고삐 잡고 감히 그르다 했으니
대의는 당당하여 해와 달처럼 빛났건마는
풀 나무도 주나라의 비이슬에 자랐거니
부끄럽다 그대 수양산 고사리는 왜 먹었는가.

伯夷叔齊(백이숙제)
當年叩馬敢言非하니 大義堂堂日月輝라.
당년고마감언비 대의당당일월휘
草木亦霑周雨露하니 愧君猶食首陽薇라.
초목역점주우로 괴군유식수양미
말고삐 붙들고 감히 그르다 충언하니
그 충정 일월과 같이 당당도 하여라.
초목 또한 주나라에서 자랐거늘,
그대여, 그 고사리 먹은 것 부끄럽지 않는가?

연아, 연아 고운 연아
이 세상에 군자가 있지 않다면
어찌 그 덕을 견줄 수 있겠느냐
진흙에 있으면서도 더러움을 타지 않고
물속에 있으면서도 젖지를 않는 구나
군자가 거처하니
어찌 비루함이 있을 수 있겠느냐

연아, 연아 고운 연아
그대 이름을 淨友라 부르고 싶다
오직 梅兄의 청아한 지조와
此君의 굳센 절의만은
비와 이슬에 영화로움을 빌리지도 않았고
눈과 서리도 오만하게 보았도다 .....

萬古風霜 속에서도 사라지지 않음이여
추운겨울에도 그 아름다움을 보전하도다
사람들이 매화를 사랑함이여
그 하얀 것을 사랑 하도다
사람들이 대나무를 사랑함이여
그 푸른 것을 사랑 하도다

소나무와 대나무는 곧고 또 굳세니
굳세고 곧은 것은 군자가 존경하는 바며
달과 눈은 밝고 또 깨끗하니
밝고 깨끗한 것은 군자가 기뻐하는 바라
저내산(沮徠山)에는 소나무가 없고
저 기수(淇水)에는 대나무가 없겠네
군자가 옮겨와서 咫尺에 두었으니
여름에는 눈이 내리지 않고
낮에는 달이 뜨지 않건마는
군자가 소유하고 있음에 계절이 따로 없도다

水墨白鷺圖
雪作衣裳玉作趾 窺魚蘆渚幾多時
설작의상옥작지 규어노저기다시
偶然飛過山陰縣 誤落羲之洗硯池
우연비과산음현 오락희지세연지
눈으로 의상을 짓고 옥으로 발가락을 만들었네.
갈대 사이로 물고기를 엿본 것이 몇 번이더뇨.
우연히 산음현(山陰縣)을 지나가다가
왕희지 벼루 씻던 못에 잘못 떨어졌구나.

送別詩 二首
1.
淸詩入孝思 縉紳爭和之
청시입효사 진신쟁화지
余亦愛子者 濡毫題惡詩
여역애자자 유호제악시
淸詩에 효성스런 생각 깃들였으니
진신(縉紳)들이 다투어 화답하네
나 또한 그대를 사랑하는 사람이라
붓을 적셔 졸렬한 시를 써보네
2.
往歲守南郡 今年歸北邊
왕세수남군 금년귀북변
臨歧乂分手 會合知何年
임기예분수 회합지하년
지난해 남쪽 고을 수령이 되더니
금년에는 북변으로 돌아가네
갈림길에서 쓸쓸하게 이별을 하니
회합할 날은 그 어느 해인가?

十月層氷上 寒凝竹葉栖
십월층빙상 한응죽엽서
與君寧凍死 遮莫五更鷄
여군영동사 차막오경계
시월의 겹으로 언 얼음 위
댓잎 자리에 추위가 엉겨있네
그대와 차라리 얼어 죽을지언정
오경에 닭이 울지 말게 하려네.

原上風顚舍杞傾 半巖誰護舊雙淸
원상풍전사기경 반암수호구쌍청
至今惟有二灘水 日夜喧呵四蘖生
지금유유이탄수 일야훤가사얼생
원(原)위에 바람 불어 집의 기목(杞木)이 기울었네
반암에선 누가 옛 쌍청(雙淸)을 보호할거나
오늘에 이르도록 오직 두 여울물(二灘) 있어
밤부터 낮까지 네 명의 악한을 크게 꾸짖네

哭向春山問子規 幽人何事至於斯
곡향춘산문자규 유인하사지어사
邪知昨夜龍樓蝶 飛戱雲巖洞局碁
사지작야용루접 비희운암동국기
봄 산을 향해 우는 자규에게 묻노니
숨어살던 處士가 어쩌다가 이 지경이 되었는고?
어찌 알랴? 어젯밤에 龍樓의 나비가 날아와
운암동의 바둑판을 희롱한 일을!
이내 몸은 맡겨진 것 같으니
명을 따르며 스스로 편안해하리
내 마음이 이와 같으니
죽고 사는 것을 뉘라서 어렵다 하랴
인생에 누군들 근심 없으련만
걱정생기면 술 마시고 풀어 버린다.
咏海棠(영해당)
子因不能詩 不能亦何傷
자인불능시 불능역하상
我愛柳中郢 夜不喜薰香
아애유중영 야불희훈향

紫薇花(자미화)
歲歲絲綸閣 抽毫對紫薇
세세사륜각 추호대자미
今來花不醉 到處似相隨
금래화불취 도처사상수

公子中心愛敬客 爲於湖上別開筵
공자중심애경객 위어호상별개연
月如淸畵入如玉 下有澄江上有天
월여청화입여옥 하유징강상유천

賤士當年親過聖 行宮此日試登仙
천사당년친과성 행궁차일시등선
山水奇觀巳爲樂 況承宮橋醉樽前
산수기관사위락 황승궁교취준전

### 신숙주와의 비교
신숙주는 현실이 중요한 것이며 남는 것은 인간이 성취해 놓은 업적이라고 생각했고, 성삼문은 이상이 중요한 것이고 남는 것은 대의라고 생각했다. 성삼문의 이러한 생각은 죽음과도 맞바꿀 수 있을 만큼 꿋꿋한 것이었다. 성삼문은 죽어가면서 자신의 뜻을 굽히지 않았으며, 신숙주는 단종의 폐위와 죽음이 목숨을 걸 만한 일이라고는 생각하지 않았기 때문에 죽지 않고 살아남아 자신의 갈 길을 갔다.현실이 중요하다고, 조카의 보험금을 삼촌이 가로채는 짓을 할 수는 없는 것이다. 죽음과 바꿀려고 해서 바꾼것이 아니라 실패해서 바꾸어 진 것일 뿐이다. 올바른 현실을 위해서. 잘못된 현실은 현실로 보지 않았다.
신숙주와 달리 성삼문은 정치적인 것보다는 학문적이며 유교적인 성향을 더 짙게 갖추고 있는 인물이었다. 그에게 정치적 경륜은 그리 중요할 것이 없었다. 그의 궁극적 관심은 충군과 절의, 그리고 학문이었다.

## 같이 보기
| - 조선왕조실록 - 세종대왕 - 문종 - 단종 - 하연 - 사육신 - 생육신 - 사육신묘 - 성승 - 성달생 - 성담수 - 성담년 - 김문기 - 유성원 - 민보흥 - 영풍군 - 집현전 - 엄흥도 - 유자미 - 김질 | - 동학사 - 삼중신 - 계유정난 - 금성대군 - 안평대군 - 박팽년 - 이보흠 - 이개 - 이수형 - 하위지 - 원호 - 정보 - 조려 - 혜빈 양씨 - 황보인 - 신숙주 - 김시습 - 엄찬 - 정창손 | - 박호 - 엄흔 - 세조 정변 - 단종 복위 운동 - 별운검 - 동학사 - 김종서 - 이시애 - 이시애의 난 - 김종직 - 남효온 - 송석충 - 김숙자 - 한명회 - 이기 - 금남 문절사 - 봉사조선창화시권 |